# 陳水木
陳水木（1925年4月22日—1950年11月29日），中国共产党黨員，高雄州高雄市人，因為台灣省工作委員會學生工作委員會案被判處死刑，1950年11月29日槍決於台北馬場町 。

## 生平
陳水木，1925年生，高雄州高雄市人，國立台灣師範大學英語系畢業。1946年中共指派蔡孝乾潛回臺灣，發展臺灣省工作委員會組織，1947年華東局派遣的徐懋德化名李絜（外省李）來台協助蔡孝乾組織學運，1947年5月陳水木由台北市工作委員會書記廖瑞發介紹加入中國共產黨，1947年8月陳水木與陳炳基、楊廷椅、劉沼光、劉登峰（化名丁某）組成台灣省工作委員會學生工作委員會 （簡稱學工委），1948年2月轉由徐懋德領導學工委。
學工委成立之初，陳水木即兼任師範學院支部書記，在校發展組織，隨著二二八事件之後台共組織快速擴大，1948年2月陳水木的工作範圍擴大，一度領導台灣大學醫學院支部，1949年後將師範學院支部交與張金丙，1950年1月將台灣大學醫學院支部交給楊廷椅，陳水木將因為畢業、退學、逃亡而散返中南部的學生黨員加以組織，分別在新竹、台中、嘉義；台南、高雄成立支部。與原學工委任務不同轉變為地方工作性質。
根據陳水木在保密局供述的：「我的組織關係名單」中顯示，師範學院支部交與張金丙，台灣大學醫學院支部由葉盛吉負責，黨員顏世鴻、劉漢湖，賴裕傳負責學工委高雄支部，領導鄭澤雄、李松盛、林賜安、洪天復、林慧哲。陳金目由吳思漢介紹加入，陳金目吸收林希鵬、邱奎壁、吳順天、王嘉興、黃采薇、陳金火，並負責學工委台南支部，領導黃玉坤、陳金河、邱世權、陳金火、紀經俊、王乃信。
葉城松原為台大法學院支部書記，四六事件之後返回故鄉嘉義，由陳水木組織後負責嘉義支部，黨員有鄭文峰、葉金柱、邱媽寅、胡滄霖、王耀東、王耀勛、張璧坤等。台中支部由曾木樹領導，黨員吳瑞爐、謝培元、陳東璧、林大裕、陳伯欣。新竹支部由顏松樹領導，黨員林希鵬、黃華昌。
1949年9月台大法學院支部被破獲後，因戴傳李使基隆市工作委員會瓦解，四六事件後台大學生紛紛走避南部。1950年省工委書記蔡孝乾變節供出大批人員名單，導致中國共產黨在台組織瓦解，1950年5月10日李水井與吳思漢被捕，保密局循線逮補25人，並由此25人擴及省工委學工委及各省工委支部，保密局展開全台大搜捕，1950年6月陳水木、楊廷椅等陸續被捕，學工委組織瓦解。
從學工委案的筆錄，各支部負責人與委員的陳述與組織圖都非常完整，根據台大法學院經濟系學生陳英泰回憶指出當時保密局以輕判作為誘餌獲取線索，李水井在軍法處審訊期間主張全盤托出，張志忠則主張堅守秘密 張志忠認為若全盤托出必遭判死刑，李水井則認為多數領導應可獲得幾個月牢獄的輕判。然四六事件發生之時尚無懲治叛亂條例，此條例已於1949年6月21公告實施。由於當時國共內戰國府兵敗如山倒之際，孤立無援對於島內共諜案並未立即給予判決有觀望之態勢，然而1950年6月韓戰爆發，美援的出現使國府對省工委案開始無所顧忌，依照懲治叛亂條例第二條第一項判處死刑，至此大量涉及省工委的特工密集遭判刑槍決。
1950年11月29日，台灣省保安處宣判陳水木死刑後即刻送台北市馬場町槍決，同時遭槍決者包含學工委案李水井、楊廷椅及相關支部書記鄭文峰、王超倫、黃師廉、陳金目、賴裕傳、吳瑞爐、葉盛吉、鄭澤雄共十一人。

## 平反
2018年10月4日，促轉三字第1075300110B號，正式撤銷受難者林慶雲君等1270人，其中(39)安潔字第 2302 號，有關陳水木共同以非法方法意圖顛覆政府而著手實行之有罪判決暨其刑及沒收之宣告正式撤銷。